# Campionati europei di skeleton 2011
I Campionati europei di skeleton 2011, diciassettesima edizione della manifestazione organizzata dalla Federazione Internazionale di Bob e Skeleton, si sono tenuti il 22 e il 23 gennaio 2011 a Winterberg, in Germania, sulla Bobbahn Winterberg, il tracciato sul quale si svolsero le rassegne continentali del 1984 e del 1988 (unicamente nella specialità maschile). La località della Renania Settentrionale-Vestfalia ha quindi ospitato le competizioni europee per la terza volta nel singolo maschile e per la prima in quello femminile. Anche questa edizione si è svolta con la modalità della "gara nella gara" contestualmente alla sesta tappa della Coppa del Mondo 2010/2011 e ai campionati europei di bob 2011.

## Risultati

### Skeleton uomini
La gara si è disputata il 23 gennaio 2011 nell'arco di due manches e hanno preso parte alla competizione 15 atleti rappresentanti 8 differenti nazioni.
| Pos. | Atleti               | Nazione     | Tempo   | Distacco |
| ---- | -------------------- | ----------- | ------- | -------- |
|      | Martins Dukurs       | Lettonia    | 1:55.41 |          |
|      | Sergej Čudinov       | Russia      | 1:55.61 | +0.20    |
|      | Aleksandr Tret'jakov | Russia      | 1:55.71 | +0.30    |
| 4    | Tomass Dukurs        | Lettonia    | 1:55.72 | +0.31    |
| 5    | Frank Rommel         | Germania    | 1:55.88 | +0.47    |
| 6    | Sandro Stielicke     | Germania    | 1:56.08 | +0.67    |
| 7    | Andy Wood            | Regno Unito | 1:56.17 | +0.76    |
| 8    | Pascal Oswald        | Svizzera    | 1:56.45 | +1.04    |
| 9    | Michi Halilovic      | Germania    | 1:56.50 | +1.09    |
| 10   | Chris Type           | Regno Unito | 1:56.55 | +1.14    |

### Skeleton donne
La gara si è svolta il 22 gennaio 2011 nell'arco di due manches e hanno preso parte alla competizione 12 atlete rappresentanti 7 differenti nazioni.
| Pos. | Atleti           | Nazione     | Tempo   | Distacco |
| ---- | ---------------- | ----------- | ------- | -------- |
|      | Shelley Rudman   | Regno Unito | 1:57.77 |          |
|      | Anja Huber       | Germania    | 1:57.99 | +0.22    |
|      | Amy Williams     | Regno Unito | 1:58.80 | +1.03    |
| 4    | Marion Thees     | Germania    | 1:58.96 | +1.19    |
| 5    | Ol'ga Potylicyna | Russia      | 1:58.98 | +1.21    |
| 6    | Marija Orlova    | Russia      | 1:59.15 | +1.38    |
| 6    | Donna Creighton  | Regno Unito | 1:59.15 | +1.38    |
| 8    | Katharina Heinz  | Germania    | 1:59.75 | +1.98    |
| 9    | Janine Flock     | Austria     | 2:00.18 | +2.41    |
| 10   | Joska le Conté   | Paesi Bassi | 2:00.30 | +2.53    |

## Medagliere
| Pos.   | Paese       | Oro | Argento | Bronzo | Totale |
| ------ | ----------- | --- | ------- | ------ | ------ |
| 1      | Regno Unito | 1   | 0       | 1      | 2      |
| 2      | Lettonia    | 1   | 0       | 0      | 1      |
| 3      | Russia      | 0   | 1       | 1      | 2      |
| 4      | Germania    | 0   | 1       | 0      | 1      |
| Totale | Totale      | 2   | 2       | 2      | 6      |